# Manitsauá
Manitsauá (Manitsawa), pleme američkih Indijanaca porodice jurúna, velika porodica tupian,  s rijeke Manitsaua-Missu, pritoke Xingúa u brazilskoj državi Mato Grosso. Jedan njihov ogranak poznat je kao Arupái ili Urupaya iz Rondónije, koji su govorili jednim njihovim dijalektom. Pleme Manitsauá i jedno drugo obližnje pleme Iarumá, koji su bili izloženi napadima ratobornih Kĩsêdjê Indijanaca, danas su nestala